# Camponotus sacchii
Camponotus sacchii é uma espécie de inseto do gênero Camponotus, pertencente à família Formicidae.